# Bon Appetit
Bon Appétit este o melodie a cântăreței americane Katy Perry, care include grupul american de hip hop Migos din al cincilea album de studio Witness (2017) al lui Perry. A fost lansat ca al doilea single al albumului pe 28 aprilie 2017 de către  Capitol Records . Este o melodie dance-pop, trap-pop, electronică și disco euro cu versuri care prezintă dublă înțelegere de sex oral care implică mâncare. Un videoclip muzical însoțitor a urmat pe 12 mai 2017 și prezintă ca Perry să fie pregătit și servit de bucătari ca masă. Începând din septembrie 2020, videoclipul a acumulat peste 1 miliard de vizionări pe YouTube. Din punct de vedere comercial, melodia a fost clasată în Top 5 în Israel și Bulgaria, în primii douăzeci în Belgia, Canada și Panama și în Top 30 în Scoția, Filipine, Slovacia, Franța și Olanda.